# Igreja Presbiteriana Reformada - Sínodo Evangélico
A Igreja Presbiteriana Reformada - Sínodo Evangélico foi uma denominações presbiteriana reformada nos Estados Unidos e no Canadá, que surgiu em 1965 através da fusão da Igreja Presbiteriana Reformada - Sínodo Geral e da Igreja Presbiteriana Evangélica. Em 1982 ela fundiu-se a Igreja Presbiteriana na América, denominação atual onde estão as antigas igrejas da Igreja Presbiteriana Reformada - Sínodo Evangélico.

## Formação

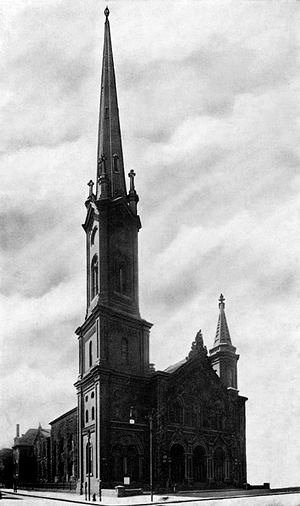
Décima Igreja Presbiteriana em Filadélfia, anteriormente filiada à Igreja Presbiteriana Reformada - Sínodo Evangélico.

A Igreja Presbiteriana Reformada - Sínodo Evangélico, foi formada em 1965 com a união da Igreja Presbiteriana Reformada - Sínodo Geral e a Igreja Presbiteriana Evangélica (1956-1965) (anteriormente chamada de Igreja Presbiteriana Bíblica - Sínodo de Columbos) no Colégio Covenant em Lookout Mountain, Tennessee realizada reunião conjunta dos Sínodos. O trabalho de união foi realizada às 10:00 horas do dia 6 de abril de 1965, terça-feira, esta reunião foi seguida pela 143ª sessões da  Sínodo Geral da Igreja Presbiteriana Reformada. O negócio dos sínodos unidos foi celebrado em 8 de abril de 1965, sendo assim, denominação experimentado um crescimento imediato.
A denominação subscrevia a versão de 1647 da Confissão de Fé de Westminster, no entanto, o plano de união para formar a denominação só foi alcançado por meio de uma aceitação da parte pré-milenista da Igreja Presbiteriana Evangélica. Foram feitas mudanças no Catecismo Maior de Westminster para torná-lo mais aceitável para aqueles que detinham a uma escatologia pré-milenista. A igreja praticava o culto tradicional de forma que era conservadora em sua teologia. Os membros da união também tinham planejado para incluir resoluções de aviso aos membros contra as práticas de dança, uso de bebidas alcoólicas, televisões, jogos de azar e de tabaco, mais uma vez, em uma concessão à da Igreja Presbiteriana Evangélica (1956-1965) que tinha uma herança da Igreja Presbiteriana Bíblica, mas estes resoluções, apesar de serem uma base para a fusão, não tinham poder legislativo vinculativo.
A Igreja Presbiteriana Ortodoxa convidou a IPR-SE para uma união orgânica três vezes (a IPO teve relação fraterna com a Igreja Evangélica Presbiteriana (1956-1965), a Igreja Presbiteriana Ortodoxa teve contato extensivo com este último grupo já desde 1945, quando uma comissão foi criada para investigar a possibilidade de união com eles duas vezes, em 1949 e em 1959, mas sem sucesso.) A 42ª Assembleia Geral da IPO votou de 95 contra 42 a favor da proposta de união, mas os votos da IPR-SE não conseguiram ganhar a maioria de dois terços necessária para aprovar o plano.

## Desenvolvimento
Em 1975, a IPR-SE esteve junto com a Igreja Presbiteriana Ortodoxa, a Igreja Presbiteriana Reformada da América do Norte, a Igreja Presbiteriana na América e a Igreja Cristã Reformada na América do Norte na formação do Conselho Norte Americano Presbiteriano e Reformado (NAPARC), uma aliança de denominações reformadas conservadoras nos Estados Unidos, como alternativa tanto para o liberal Conselho Nacional de Igrejas e da Associação Nacional de Evangélicos (um grupo conservador baseado de forma mais ampla englobando teologias considerados questionáveis para os membros reformados, ou seja, o Arminianismo)
| Ano  | Membros | Número de Igrejas |
| ---- | ------- | ----------------- |
| 1965 | 10.400  | 109               |
| 1968 | 14.927  | 115               |
| 1971 | 17.800  | 129               |
| 1973 | 21.564  | 140               |
| 1974 | 22.452  | 140               |
| 1975 | 23.719  | 151               |
| 1976 | 24.248  | 142               |
| 1977 | 25.448  | 145               |

Quase todos as congregações da antiga Igreja Presbiteriana Unida da América do Norte (que foi mais conservadora que a Igreja Presbiteriana nos Estados Unidos da América) fazem parte da atual Igreja Presbiteriana (EUA) (que sucedeu a IPUEUA em 1983), mas algumas de orientação conservadora mais evangélicas passaram a integrar, a partir de  1970 a denominações como a Igreja Presbiteriana Reformada - Sínodo Evangélica, depois, após sua fusão a Igreja Presbiteriana na América e a Igreja Presbiteriana Evangélica (EUA). Em 1979, a Assembleia Geral da Igreja Presbiteriana Unida nos Estados Unidos da América determinou que todas as congregações deveriam eleger homens e mulheres para o cargo de presbíteros. A decisão resultou em um êxodo de cerca de quarenta congregações, incluindo Décima Igreja Presbiteriana na Filadélfia, que se filiaram à Igreja Presbiteriana Reformada - Sínodo Evangélico.

## Incorporação
Depois de três anos de negociações, em 1982, a IPR-SE foi recebida na Igreja Presbiteriana na América, em um processo conhecido como "juntar e receber." Naquela época, a igreja tinha 189 congregações (possivelmente a mais notável seja a Décima Igreja Presbiteriana na Filadélfia), com 25.000 membros comungantes e 482 ministros. A partir da sua data de fundação, a IPR-SE experimentou um aumento rápido de membros, mais de 400 por cento. O Sínodo Evangélica teve 17 presbitérios; 13 dos que votaram a favor e quatro votaram contra a união. Membros notáveis foram Francis Schaeffer, Gordon H. Clark e Robert G. Rayburn.

## Seminário
A IPR-SE tinha o seu próprio seminário, o Seminário Teológico Covenant em St. Louis (Missouri), juntamente com Colégio Covenant  em Lookout Mountain (Geórgia). 